# Fairmairiana spinolai
Fairmairiana spinolai är en insektsart som beskrevs av Albino Morimasa Sakakibara 1998. Fairmairiana spinolai ingår i släktet Fairmairiana och familjen hornstritar. Inga underarter finns listade i Catalogue of Life.